# Pierella nereis
Pierella nereis är en fjärilsart som beskrevs av Dru Drury 1782. Pierella nereis ingår i släktet Pierella och familjen praktfjärilar. Inga underarter finns listade i Catalogue of Life.

## Bildgalleri

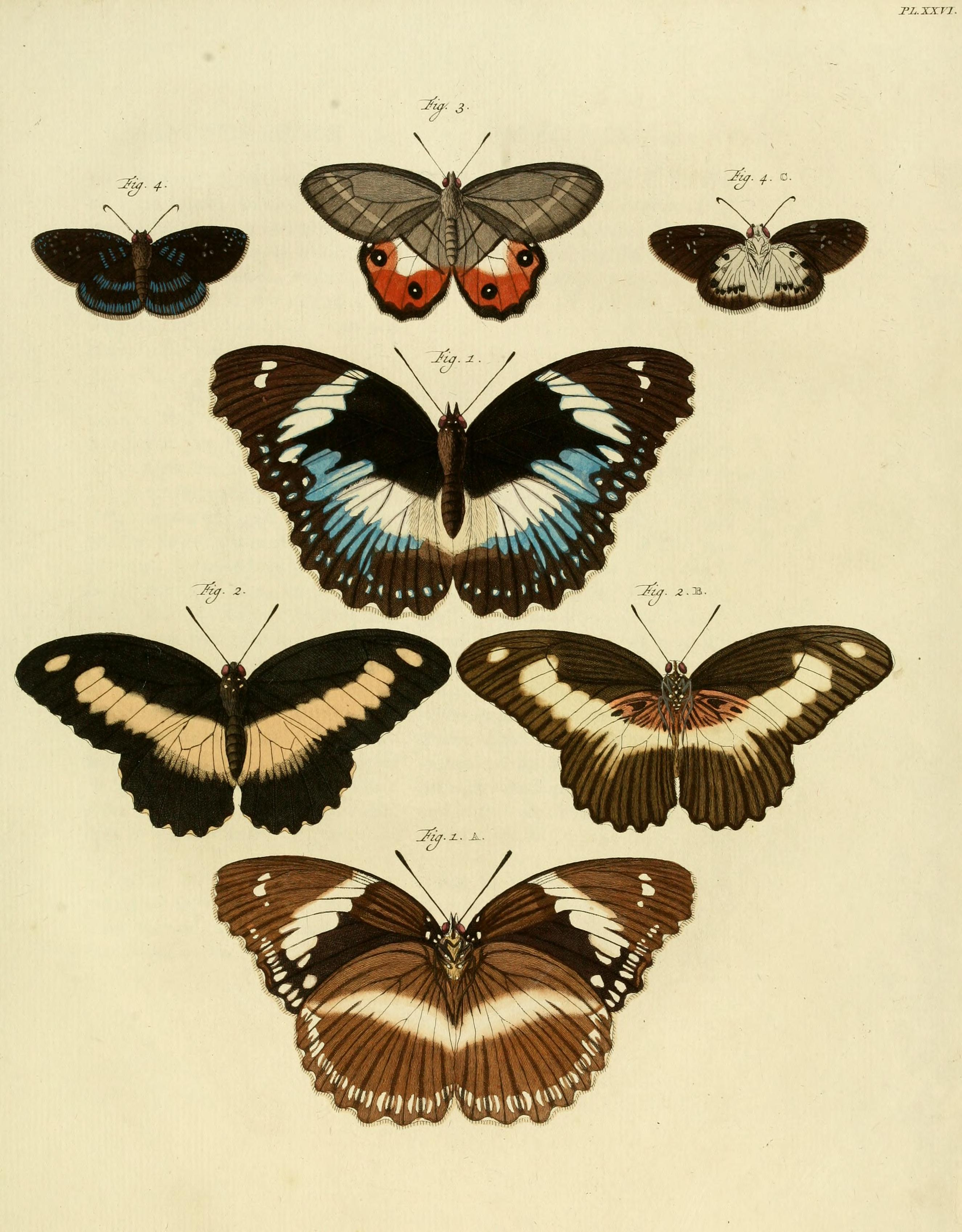
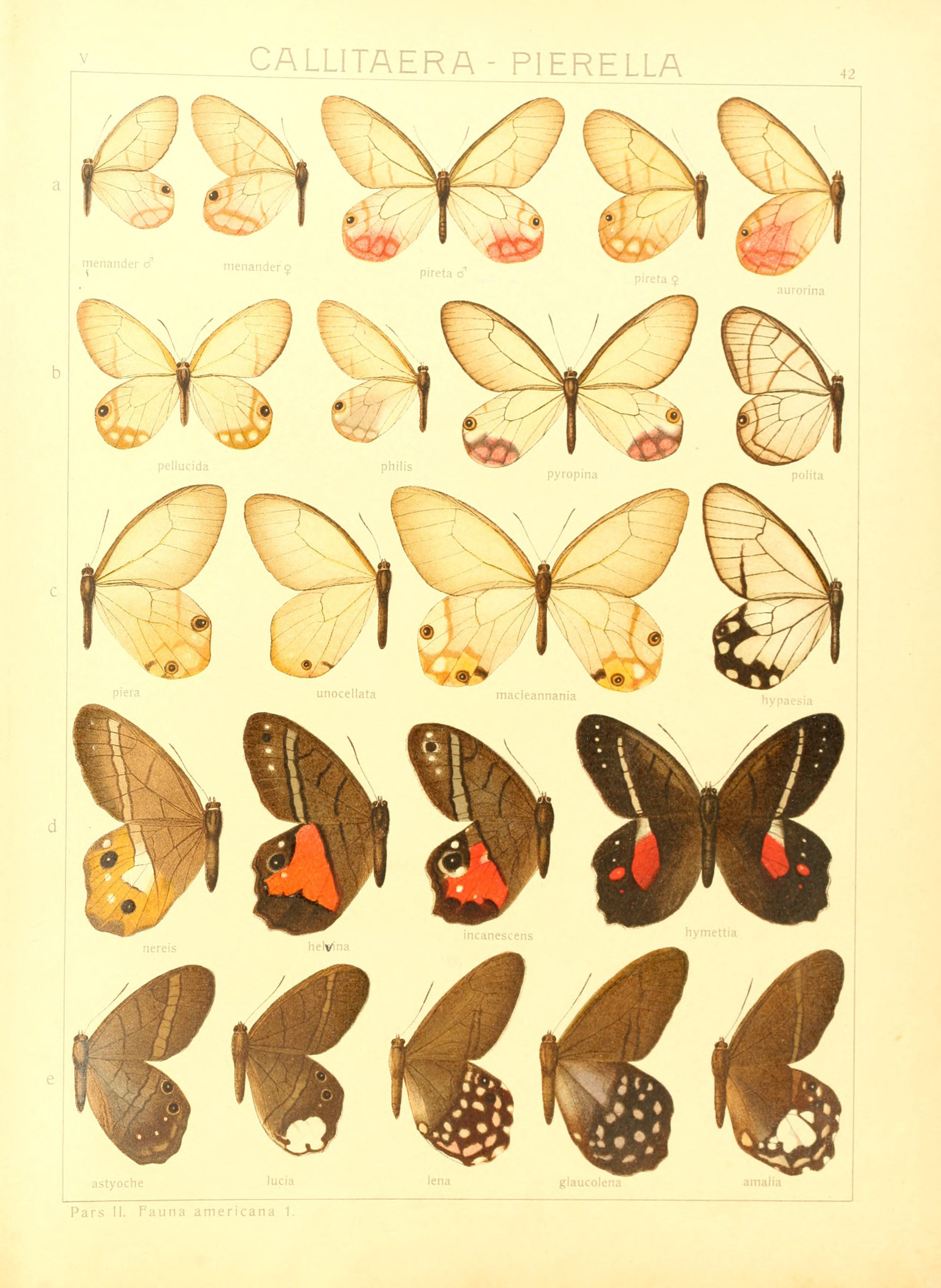